# Gary Chaynes
 (mars 2015).
Si vous disposez d'ouvrages ou d'articles de référence ou si vous connaissez des sites web de qualité traitant du thème abordé ici, merci de compléter l'article en donnant les références utiles à sa vérifiabilité et en les liant à la section « Notes et références ».
Gary Chaynes né le 7 avril 1987 à Plomeur, est un pilote de rallyes franco-ivoirien. 
Avec ses huit titres de champion de Côte d’Ivoire des rallyes 2013, 2014, 2015, 2016, 2018, 2021, 2022, 2023 et ses sept victoires au Rallye Bandama Côte d’Ivoire 2014, 2015, 2016, 2018, 2020, 2021 et 2023,  il est le pilote dominant et le plus titré durant ces périodes dans ce pays.
*Il est aussi champion d'Afrique des rallyes FIA 2014 sur Mitsubishi Lancer Evo10.

## Biographie
Né le 7 avril 1987 à Plomeur, Gary Chaynes est arrivé en Côte d'Ivoire à l’âge de deux ans. Il prend très vite gout aux sports automobiles et fait de la moto et du karting en attendant d'avoir l'âge de conduire des voitures de rallyes. En 2002, à l'âge de  quinze ans, il a un accident de moto, assez grave pour être rapatrié en France. Il subit environ sept opérations en moins d'un an et failli perdre l'une de ses jambes. Heureusement cet accident n'a eu aucun impact sur sa carrière de pilote. Il découvre le monde de la compétition en 2008 où il pilote une Mitsubishi Galant VR4 comme première voiture.
En 2018, Gary Chaynes est alors pilote du Team Hermes, soutenu techniquement par Motul. Alors qu'il est déjà assuré de remporter le championnat de Côte d’Ivoire de rallye, il remporte un huitième titre historique au championnat de Côte d'Ivoire des rallyes après ses victoires en 2013, 2014, 2015, 2016, 2018, 2021, 2022, 2023.

## Organisation
- Son préparateur : Stéphane Orlandi.
- Ses principaux sponsors : Orange (MAX it), Team Hermes, Cacomiaf, PHsport, Sotici.

## Palmarès
2025
- -1er au 2ème Rallye du Bélier Yamoussoukro (11-13 juillet)

-Copilote : Fané Moussa sur Citroën C3 Rallye2 RC2/N [AA621CZ] no 01.
- Abandon en liaison au 51ème Rallye Bandama (22-25 mai) -Copilote : Kouadio Kan Jésus sur Citroën C3 Rallye2 RC2/N  [AA621CZ] no 01.
- -1er au Top Chrono RCAA (11-12 avril) -Copilote : Kouadio Kan Jésus sur Citroën C3 Rallye2 RC2/N [AA621CZ] no 01.
- -1er au Rallye TFRC San Pédro (20-23 mars) -Copilote : Kouadio Jésus sur Citroën C3 Rallye2 RC2/N [AA621CZ] no 01.
- -1er au 5ème SSV RACER Assinie (15 mars) -Copilote : Florian Barral sur Canam Maverick X3 no 01.
- -1er au 36ème Rallye de Gagnoa (21-23 février) -Copilote : Kouadio Jésus sur Citroën C3 Rallye2 RC2/N [AA621CZ] no 01.

2024 : 6 victoires.
- Champion de Côte d’Ivoire 4WD sur Citroën C3 RC3 et Champion coupe SSV avec 444 points.
- -1er au 1er Rallye de Tafiré -Katiola- (7-9 décembre) -Copilote : Fané Moussa sur Citroën C3 RC3 [AA621CZ] no 01.
- -1er au 4ème Rallye de Moronou Bongouanou (13-15 septembre) -Copilote : Yao Alain sur Citroën C3 RC3 [AA621CZ] no 01.
- -1er au 1er Rallye du Bélier à Yamoussoukro (5-6-7 juillet) -Copilote : Yao Alain sur Citroën C3 RC3 [AA621CZ] no 01.
- -1er au 35ème Rallye de Gagnoa (26-27-28 avril) -Copilote : Romain Comas sur Citroën C3 R5 (FJ588CT) no 01.
- -1er au Top Chrono Cocody Djorobité (23 mars) -Copilote : Romain Comas sur Citroën C3 R5 (FJ588CT) no 01.
- -1er au 50ème Rallye Côte d’Ivoire Bandama (23-25 février) -Copilote : Romain Comas sur Citroën C3 R5 (FJ588CT) no 01.

2023 : 6 victoires. 
- Champion de Côte d’Ivoire 4WD sur Mitsubishi Evo10 avec 332 points.
- -1er au Rallye Agnéby Tiassa (25-26 novembre) -Copilote : Romain Comas sur Mitsubishi Lancer Evo10 (3811JS01) no 01.
- -2e au Top Chrono de Yopougon (04 novembre) -Copilote : Romain Comas sur Mitsubishi Lancer Evo10 (3811JS01) no 01.
- -1er au 5e Top Chrono de Cocody (14 octobre) -Copilote : Romain Comas sur Mitsubishi Lancer Evo10 (3811JS01) no 01.
- -2e au Rallye de Moronou à Bongouanou (22-24 septembre) -Copilote : Romain Comas sur Mitsubishi Lancer Evo10 (3811JS01) no 01.
- -1er au Top Chrono ACY à Abidjan (18 août) -Copilote : Romain Comas sur Mitsubishi Lancer Evo10 (3811JS01) no 01.
- -1er au Top Chrono Pentecôte à Gonzagueville (27 mai) -Copilote : Romain Comas sur Mitsubishi Lancer Evo10 (3811JS01) no 01.
- -1er au 34e Rallye Gagnoa (28-30 avril) -Copilote : Romain Comas sur Mitsubishi Lancer Evo10 (3811JS01) no 01.
- -1er au 49e Rallye Côte d’Ivoire Bandama (24-26 février) -Copilote : Romain Comas sur Mitsubishi Lancer Evo10 (3811JS01) no 01.

2022 : 8 victoires.
- Champion de Côte d’Ivoire 4WD sur Mitsubishi Evo9 & 10 avec 384 points, Champion coupe SSV.
- -1er au Rallye Moronou (25-26-27 novembre) Copilote : Romain Comas sur Mitsubishi Lancer Evo10 (3811JS01) no 01.
- -1er au Top Chrono de Grand Bassam (30 octobre) Copilote : Nicolas Kiendrébéogo sur Mitsubishi Lancer Evo10 (3811JS01) no 01.
- -1er au Top Chrono de Cocody (08-09 octobre) Copilote : Nicolas Kiendrébéogo sur Mitsubishi Lancer Evo10 (3811JS01) no 01.
- -1er au Rallye Moronou Bongouanou (16-17-18 septembre) Copilote : Romain Comas sur Mitsubishi Lancer Evo9 (215FH01) no 01.
- -1er au Top Chrono A.C.Y. (25 juin) Copilote : Barbary Alexandre sur Mitsubishi Lancer Evo10 (3811JS01) no 01.
- -1er au 39e Rallye Pentecôte Adzopé (11-12 juin) Copilote : Romain Comas sur Mitsubishi Lancer Evo10 (3811JS01) no 01.
- -1er au 33e Rallye de Gagnoa (07-8 mai) Copilote : Romain Comas sur Mitsubishi Lancer Evo10 (3811JS01) no 01.
- -1er au 9e Rallye d’Assinie (25-27 mars) Copilote : Romain Comas sur Mitsubishi Lancer Evo10 (3811JS01) no 01.

2021 : 9 victoires. 
- Champion de Côte d’Ivoire 4WD sur Mitsubishi Lancer Evo9 & 10 et Champion Coupe SSV.
- -1er au 8e Rallye RCAA de Bouaké (11-12 décembre) Copilote : Romain Comas sur Mitsubishi Lancer Evo9 (215FH01) no 01.
- -1er au Top Chrono Playce Bingerville (13 novembre) Copilote : Romain Comas sur Mitsubishi Lancer Evo10 (3811JS01) no 1.
- -1er au 3e Top Chrono de Cocody (23-24 octobre) Copilote : Romain Comas sur Mitsubishi Lancer Evo10 (3811JS01) no 1.
- -1er au Rallye de Moronou Bongouanou (17-19 septembre) Copilote : Lazrak Oualas, Mitsubishi Lancer Evo10 (3811JS01) no 1.
- -1er au Rallye Pentecôte Assouindé (22-23 mai) Copilote : Romain Comas sur Mitsubishi Lancer Evo10 (3811JS01) no 2.
- -1er au Rallye de Gagnoa (17-18 avril) Copilote : Romain Comas sur Mitsubishi Lancer Evo9 (215FH01) no 2.
- -1er au 47e Rallye Côte d’Ivoire Bandama (12-14 mars) Copilote : Romain Comas sur Mitsubishi Lancer Evo9 (215FH01) no 2.
- -1er au Rallye des 3 Eaux Grand Lahou (13-14 février) Copilote : Romain Comas sur Mitsubishi Lancer Evo10 (3811JS01) no 3.
- -1er au 2e Rallye SSV d’Aboisso (23-24 janvier) Copilote : Romain Comas sur Canam Maverick X3 no 01.

2020 : (Annulation du Championnat de Côte d’Ivoire -COVID-19)
- -1er au 46e Rallye du Bandama (21-23 février), Copilote : Romain Comas sur Mitsubishi Lancer Evo10 no 3.

2019 :  6 victoires.
- -1er au Rallye de Bingerville (15-17 novembre), Copilote : Romain Comas sur Mitsubishi Lancer Evo10 no 1.
- Inscrit au 36e Rallye Terre des Cardabelles (11-13 octobre) rallye arrêté & annulé, Copilote : Romain Comas sur Citroën C3 R5
- -1er au Rallye du N’Zi Dimbokro (14-15 septembre), Copilote : Romain Comas sur Mitsubishi Lancer Evo10 no 2.
- -1er au 1er Rallye SSV Aboisso (06-7 juillet), Copilote : Comis Romain sur Canam Maverick X3 no 1.
- -1er au 37e Rallye Pentecôte Assouindé (1-2 juin), Copilote : Didier Le Borgne sur Mitsubishi Lancer Evo10 no 1.
- -1er au 30e Rallye de Gagnoa (10-12 mai), Copilote : Didier Le Borgne sur Mitsubishi Lancer Evo10 no 1.
- -1er au 1er Rallye de Dabou -SSV- (04-5 mai), Copilote : Didier Le Borgne sur SSV CANAM MAVERICK X3 no 1.
- -Abandon "électrique" au 1er Rallye de Jacqueville (30-31 mars), Copilote : Didier Le Borgne, Mitsubishi Lancer Evo10 no 1.
- -Abandon au 45e Rallye Bandama (21-23 février), Copilote : Didier Le Borgne sur Mitsubishi Lancer Evo10 no 2.

2018 : 4 victoires.
- Champion de Côte d’Ivoire 4WD sur Mitsubishi Lancer Evo10
- -1er au rallye d’Assinie, copilote Didier Le Borgne sur Mitsubishi Lancer Evo9 no 2   (14-15-16 décembre).
- -2e au rallye Bingerville  1er en 4 roues motrices, copilote : Didier Le Borgne sur Mitsubishi Lancer Evo9 no 1  (11-12 novembre).
- -1er au Top Chrono de Cocody, copilote : Didier Le Borgne sur Mitsubishi Lancer Evo9 no 1  (13-14 octobre).
- -2e au rallye du N’Zi, copilote : Didier Le Borgne sur Mitsubishi Lancer Evo9 no 2  (14-15 septembre).
- -Abandon au 1er rallye Jacqueville, copilote : Didier Le Borgne sur Mitsubishi Lancer Evo9 no 1  (23-24 juin). Problème électrique
- -1er au 36e Rallye Pentecôte Grand Bassam, copilote : Didier Le Borgne sur Mitsubishi Lancer Evo9 no 1 (18 au 20 mai).
- -Abandon au rallye de Gagnoa, copilote : Didier Le Borgne sur MitsubishiLancer Evo10 no 2 (13 au 15 avril).
- -1er au rallye Côte d’Ivoire Bandama, copilote : Didier Le Borgne sur Mitsubishi Lancer Evo10 no 3 (23 au 25 février).

2017 : 4 victoires.
- -1er au rallye d’Assinie, copilote : Didier Le Borgne sur Mitsubishi Lancer Evo9 no 1 (8 au 9 décembre 2017).
- -10e au rallye Terre de Vaucluse, copilote : Tribout Christian sur Mitsubishi Lancer Evo9 no 34 (Team Orlandi Sport Auto). Championnat France terre (11 au 12 novembre 2017).
- -1er au rallye de Bingerville, copilote : Le Borgne Didier sur Mitsubishi Lancer Evo10 no 1 (4 au 5 novembre 2017).
- -Abandon au rallye Terre des Cardabelles, copilote : Christian Tribou sur Mitsubishi Evo9 no 24 (Team Orlandi Sport Auto). Championnat de France rallye Terre (7 au 8 octobre 2017).
- -1er au rallye du N'Zi Dimbokro, copilote : Didier Le Borgne sur Mitsubishi Evo10 no 1 (15 au 16 septembre 2017).
- -Abandon au rallye Terre de Lozère, copilote : Christian Tribout sur Mitsubishi Evo9 no 29 (Team Orlandi Sport Auto). Championnat de France rallye Terre (26 au 27 août 2017).
- -Abandon au rallye Terre de Langres, copilote : Christian Tribout sur Mitsubishi Evo6 no 19 (Team Orlandi Sport Auto). Championnat de France rallye Terre (1er au 2 juillet 2017).
- -6e au rallye Terre Diois, copilote : Christian Tribout sur Citroën C4 WRC no 7 (Team d-max racing Italie). Championnat de France rallye Terre (3 au 4 juin 2017).
- -1er au Top Chrono Port Bouët, copilote : Pierre Jacquelin sur Mitsubishi Lancer Evo10 no 1 ( 6 mai 2017).
- -12e au rallye Terre des Causses, copilote : Christian Tribout sur Citroën C4 WRC no 5 (Team d-max racing Italie). Championnat de France rallye Terre (1er au 2 avril 2017).
- -14e au Top Chrono Assinie, copilote : Farid Assaf sur SSV Can-Am no 1 (4 au 5 mars 2017).
- -Abandon au rallye de Côte d'Ivoire Bandama, copilote : Bruno Laborde sur Mitsubishi Lancer Evo9 -RC2 no 1 (10 au 2 février 2017).

2016 : 4 victoires.
- Champion de Côte d'Ivoire 4WD sur Mitsubishi Lancer Evo9
- -Abandon au rallye d'Assinie, copilote : Bruno Laborde sur Mitsubishi Lancer Evo9 -RC2 no 1
- -Abandon au rallye de Bingerville, copilote : Bruno Laborde sur Mitsubishi Lancer Evo9 -RC2 no 1
- -12e au rallye Terre des Cardabelles - Millau Aveyron, copilote : Olivier Fournier sur Citroën C4 WRC -A8W no 5
- -1er au rallye du N'Zi, copilote : Helle Kinté sur Mitsubishi Lancer Evo9 -RC2 no 1
- -1er au rallye de Pentecôte, copilote : Helle Kinté sur Mitsubishi Lancer Evo9 -RC2 no 1
- -1er au rallye de Gagnoa, copilote : David Israël sur Mitsubishi Lancer Evo9 -RC2 no 1
- -1er au rallye Côte d'Ivoire Bandama, copilote : David Israël sur Mitsubishi Lancer Evo9 -RC2 no 1

2015 : 3 victoires.
- Champion de Côte d'Ivoire 4WD sur Mitsubishi Lancer Evo9
- -2e au rallye d'Assinie, copilote : David Israel sur Mitsubishi Lancer Evo9 -RC2 no 1
- -2e au Top Chrono de Cocody, copilote : David Israël sur Mitsubishi Lancer Evo9 -RC2 no 1
- -42e au rallye des Cradabelles -Millau Aveyron, copilote : David Israël sur Mitsubishi Lancer Evo10 -N4 no 11
- -Abandon au rallye du N'zi, copilote : David Israël sur Mitsubishi Lancer Evo9 -RC2 no 1
- -1er au rallye de Bingerville, copilote : David Israël sur Mitsubishi Lancer Evo9 -RC2 no 1
- -Abandon au rallye Pentecote, copilote : David Israël sur Mitsubishi Lancer Evo9 -RC2 no 1
- -1er du Rallye de Gagnoa Fromager, copilote : David Israël sur Mitsubishi Lancer Evo9 -RC2 no 1
- -1er au Rallye Côte d'Ivoire Bandama, copilote : David Israël sur Mitsubishi Lancer Evo9 -RC2 no 1

2014 : 4 victoires.
- Champion de Côte d'Ivoire 4WD sur Mitsubishi Lancer Evo9
- Champion d'Afrique ARC sur Mitsubishi Lancer Evo10
- -1er au rallye de Madagascar, copilote Comas Romain sur Mitsubishi Lancer Evo10 -RC2 no 101
- -1er au rallye du N'Zi, copilote : David Israël Subaru Impreza STI no 2
- -Abandon au rallye Cardabelles (F), copilote : Olivier Fournier Mitsubishi Lancer Evo10 (Problème électrique) -R4 no 11
- -Abandon au KCB Safari Rally Kenya, copilote : Romain Comas Mitsubishi Lancer Evo10 -RC2 no 604
- -2e au rallye de Gagnoa, copilote : David Israël Mitsubishi Lancer Evo9 -RC2 no 1
- -2e au rallye Ouganda, copilote : Romain Comas Mitsubishi Lancer Evo10 -RC2 no 101
- -2e au rallye Rwanda, copilote : Romain Comas Mitsubishi Lancer Evo10 -RC2 no 102
- -1er au rallye Top Chrono Cocody, copilote : David Israël Mitsubishi Lancer Evo9 -RC2 no 1
- -Abandon au rallye Tanzanie, copilote : Romain Comas Mitsubishi Lancer Evo10 -RC2 no 102
- -Abandon au rallye Pentecôte, copilote : David Israël Mitsubishi Lancer Evo9 -RC2 no 1
- -3e au rallye Zambie, copilote : Romain Comas Mitsubishi Lancer Evo10 -RC2 no 26
- -10e au rallye Sud Afrique, copilote Romain Comas Mitsubishi Lancer Evo10 -RC2 no 104
- -3e au Rallye Grand Lahou, Copilote : David Israël sur Mitsubishi Lancer Evo9 no 1
- -1er au rallye Côte d'Ivoire Bandama, copilote : Romain Comas Mitsubishi Lancer Evo9 -RC2 no 1

2013 : 5 victoires.
- Champion de Côte d'Ivoire 4WD sur Mitsubishi Lancer Evo9
- -1er au rallye d'Assinie, copilote : Romain Comas Mitsubishi Lancer Evo9 -N4 no 1
- -1er au rallye de Bouaké, copilote : Romain Comas Mitsubishi Lancer Evo9 -N4 no 2
- -1er au rallye de Yopougon, copilote : Romain Coamas Mitsubishi Lancer Evo9 -N4 no 2
- -1er au rallye Pentecôte, copilote : Romain Comas Mitsubishi Lancer Evo9 -N4 no 4
- -1er au rallye de Gagnoa, copilote : Romain Comas Mitsubishi Lancer Evo9 -N4
- -Abandon Rallye Côte d'Ivoire Bandama, copilote : Romain Comas Mitsubishi Lancer Evo9 -N4 no 4

2012 : 1 victoire.
- -Abandon au rallye Bandama Côte d'Ivoire, copilote : Romain Comas Mitsubishi Lancer Evo9  -N4 no 2
- -2e au rallye de Grand Lahou, copilote : Romain Comas Mitsubishi Lancer Evo9
- -Abandon au rallye Pentecôte Sanwi, copilote : Romain Comas Mitsubishi Lancer Evo9 -N3 no 5
- -2e au rallye de Yamoussoukro, copilote : Romain Comas Mitsubishi Lancer Evo9
- -1er au rallye de Gagnoa, copilote : Romain Comas Mitsubishi Lancer Evo9 no 1

2011 : 2 victoire.
- 37ème Rallye Bandama Côte d'Ivoire (2-4 décembre) Abandon  -Copilote : Romain Comas sur Mitsubishi Lancer Evo6 no 6
- -1er au Rallye d'Assinie (19-20 novembre) -Copilote : Romain Comas

sur Mitsubishi Lancer Evo6 no 9.
- Rallye de Pentecôte (11-12 juin) Abandon moteur -Copilote : Kesséli Vanessa sur Mitsubishi Lancer Evo6 no 8
- -1re au Top Chrono Kasi Brou Amichia, -Copilote : Romain Comas sur Mitsubishi Lancer Evo6

2010
Victoires -> 0 Classe 4WD -> 9
- Rallye Bamboo Côte d’Ivoire (1-3 octobre) Abandon accident

-Copilote : Ménager Michel sur Mitsubishi Galant VR4 no 6.
- Rallye de Pentecôte Assinie (21-23 mai) Abandon mécanique

-Copilote : Bruno Laborde sur Mitsubishi Galant VR4 no 12.
- Rallye de Dabou (10-11 avril) Abondon mécanique -Copilote : Farhat William sur Mitsubishi Galant VR4 4WD (S10) no 12.
- -3e au Rallye de Gagnoa (13-14 mars) -Copilote : Farhat William sur Mitsubishi Galant VR4 4WD (S10) no 5.
- -5e au Top Chrono Gonzagville, copilote : ? sur Mitsubishi Galant VR4 4WD (S10).

2009
Victoires -> 0  Classe 4WD -> 11
- 36ème Rallye Côte d’Ivoire Bandama (11-13 décembre) Abandon

-Copilote : Ibba Giuliano sur Mitsubishi Galant VR4 4WD (S10) no 11.
- -5e au Top Chrono Gonzagville (28 juin) -Copilote : Mit Xavier sur Mitsubishi Galant VR-4 4WD (S10) no 11.
- Rallye Pentecôte Adzopé (29-31 mai) Abandon mécanique

-Copilote : Mit Xavier sur Mitsubishi Galant VR4 4WD (S10) no 11.
- -7e au Top Chrono Cap Sud (9-10 mai) -Copilote : Mit Xavier sur Mitsubishi Galant VR4 4WD no 11.
- Rallye du Fromager Gagnoa (20-22 mars) Abandon mécanique

-Copilote : Mit Xavier sur Mitsubishi Galant VR4 4WD (S10) no 11.
- Top Chrono Gonzagville (01 mars) Abadon mécanique

-Copilote : Mit Xavier sur Mitsubishi Galant VR4 4WD no 11.
2008
- -Début de sa carrière sur Mitsubishi Galant VR-4 (S10) au Championnat de Côte d'Ivoire des Rallyes.